# Mitsuoka Orochi
O Mitsuoka Orochi é um automóvel super esportivo fabricado pela empresa japonesa Mitsuoka Motors. Sua denominação é uma referência ao mítico dragão japonês Yamata no Orochi de 8 cabeças.
O modelo foi apresentado na Salão do Automóvel de Tóquio de 2001 como carro conceptual. Entre 2003 e 2005, ocorreram atualizações e revisões em seu projeto, entrando em produção e venda somente no ano de 2006.
A Mitsuoka anunciou, em abril de 2014, o encerramento da fabricação do Mitsuoka Orochi.